# Halichoeres hartzfeldii
Halichoeres hartzfeldii es una especie de peces de la familia Labridae en el orden de los Perciformes.

## Morfología
Los machos pueden llegar alcanzar los 18 cm de longitud total.

## Distribución geográfica
Se encuentra al sur del Japón y Indonesia.